# Botnneset
Botnneset (norwegisch für Grundnase) ist eine hauptsächlich vereiste Halbinsel an der Prinz-Harald-Küste des ostantarktischen Königin-Maud-Lands. Sie liegt zwischen den Buchten Fletta und Djupvika entlang der Südseite, sinngemäß der „Grund“ oder auch „Boden“, der Lützow-Holm-Bucht. Ihr östlicher, erhöhter Abschnitt ist die Landspitze Austhovde.
Norwegische Kartografen, die auch die Benennung vornahmen, kartierten sie anhand von Luftaufnahmen, die bei der Lars-Christensen-Expedition 1936/37 entstanden.